# (129160) Ericpeters
(129160) Ericpeters est un astéroïde de la ceinture principale.

## Description
(129160) Ericpeters est un astéroïde de la ceinture principale. Il fut découvert le 5 avril 2005 au Mont Lemmon par le projet Mount Lemmon Survey. Il présente une orbite caractérisée par un demi-grand axe de 2,74 UA, une excentricité de 0,04 et une inclinaison de 6,6° par rapport à l'écliptique.
Il est nommé d'après un contributeur de la mission OSIRIS-REx dont l'objet est l'étude de l'astéroïde (101955) Bénou.